# Acido lesquerolico
L'acido lesquerolico è un acido grasso insaturo con 20 atomi di carbonio, 1 doppio legame cis, in posizione 11=12 e un ossidrile in posizione 11.
Fu isolato per la prima volta nel 1961 da C. R. Smith e collaboratori nei gliceridi dell'olio di semi della pianta Lesquerella lasiocarpa dove si trova a concentrazioni rilevanti (≈50%) L'acido si trova anche in altre specie del genere Physaria in passato chiamato Lesquerella nome da cui deriva il nome dell'acido. Nell'olio di semi di alcune specie la concentrazione di acido lesquerolico è particolarmente rilevante: Lesquerella angustifolia (≈60%), Lesquerella lindheimeri (≈82%), Lesquerella pallida (≈79%), Lesquerella gracilis (≈64%) e in molti altri.
L'acido lesquerolico viene biosintetizzato dall'acido ricinoleico, di cui è un omologo, da una specifica elongasi degli acidi grassi idrossilati. L'acido ricinoleico 12-OH-18:1Δ9c viene prima sintetizzato per idrossilazione dell'acido oleico 18:1Δ9c . Viene poi rilasciato e attivato come ricinoleil-CoA 12-OH-18:1Δ9c-CoA. Successivamente il 12-OH-18:1Δ9c-CoA viene allungato formando 14-OH-20:1Δ11c-CoA che essendo un efficiente donatore di acile contribuisce alla sintesi dei trigliceridi. L'alto tenore di acidi grassi idrossilati negli oli comporta la possibilità di formare gliceridi atipici, come trigliceridi che contengono più di 3 gruppi acilici.